# Juventus FC
Juventus Football Club, zkráceně jen Juventus je italský fotbalový klub hrající v sezóně 2025/26 v 1. italské fotbalové lize. Sídlí ve městě Turín v regionu Piemont.
Klub je znát pod nejčastějšími přezdívkami la Vecchia Signora (česky Stará dáma), I bianconeri (bílo-černí) nebo zkráceně Juve. Klub byl založen v roce 1897 a je jedním z nejstarších a nejtradičnějších v Itálii. Název Juventus pochází z latinského slova iuventus (v překladu: mládež, mladí, mládí). Od roku 1900 se pravidelně účastní nejvyšší domácí soutěže, nazývané Serie A. Sestoupil z ní pouze jedinkrát, a to po italském korupčním skandálu z roku 2006, kdy bylo několika italským klubům včetně Juventusu prokázáno ovlivňování zápasů. Původně prvnímu klubu sezony 2005/06 bylo disciplinární komisí odebráno všech 91 bodů, čímž klesl na poslední místo a sestoupil do Serie B (v následující sezoně postoupil zpět z prvního místa). Součástí trestu bylo i odebrání mistrovského titulu ze sezony 2004/05. Celkem tedy přišel Juventus o tituly dva.
I přes ztrátu dvou titulů jsou Bianconeri nejúspěšnějším klubem Serie A. Zvítězili v ní celkem 36krát. I v dalších domácích soutěžích patří Juventus k nejlepším. V poháru Coppa Italia zvítězil 10× a v superpoháru Supercoppa italiana zvítězil 6×. Na mezinárodní scéně patří k nejlepším klubům všech dob, když doposud jako jediný zvítězil ve všech šesti pohárových soutěží, kterých se může evropský klub účastnit. V roce 1985 se stal historicky prvním klubem, který získal všechny tři hlavní evropské trofeje (Pohár mistrů evropských zemí, Pohár vítězů pohárů a Pohár UEFA; stejného úspěchu dosáhl v roce 1992 AFC Ajax a v roce 1996 FC Bayern Mnichov). V Lize mistrů UEFA zvítězil 2× (sedmkrát ve finále), Poháru vítězů pohárů vyhrál jednou, Pohár UEFA celkem 3× a dvakrát ovládl Superpohár UEFA i Interkontinentální pohár (předchůdce Mistrovství světa ve fotbale klubů).
V sezoně 1994/95 předvedl dokonalou sezonu a získal titul v Serii A, Coppa Italia i v Supercoppa italiana). Podobný úspěch v mezinárodním pojetí zaznamenal v následné sezoně, kdy zvítězil v Lize mistrů, Superpoháru UEFA i v Interkontinentálním poháru. To byly zároveň doposud poslední mezinárodní trofeje získané tímto klubem. Po sestupu do Serie B čekal Juventus 8 let i na domácí trofej, ale čekání ukončil v sezoně 2011/12, kdy vyhrál Serii A na úkor milánského AC a připsal si 28. titul. O rok později ho navíc obhájil. Dlouhou dobu hrál Juventus na Stadio Olimpico v Turíně, ale 8. září 2011 otevřel klub nový Juventus Stadium (s kapacitou 41 000 diváků).

## Změny názvu klubu
- - 1897/98 – SC Juventus (Sport-Club Juventus)
  - 1899 – 1935/36 – FBC Juventus (Foot-Ball Club Juventus)
  - 1936/37 – 1941/42 – Juventus (Juventus)
  - 1942/43 – 1944/45 – Juventus Cisitalia (Juventus Cisitalia)
  - 1945/46 – Juventus FC (Juventus Football Club)

## Získané trofeje

### Vyhrané domácí soutěže
- 1. italská liga (36×)

1905, 1925/26, 1930/31, 1931/32, 1932/33, 1933/34, 1934/35, 1949/50, 1951/52, 1957/58 
 1959/60, 1960/61, 1966/67, 1971/72, 1972/73, 1974/75, 1976/77, 1977/78, 1980/81, 1981/82 
1983/84, 1985/86, 1994/95, 1996/97, 1997/98, 2001/02, 2002/03, 2011/12, 2012/13, 2013/14 
2014/15, 2015/16, 2016/17, 2017/18, 2018/19, 2019/20
- 2. italská liga (1×)

2006/07
- Italský pohár (15×)

1937/38, 1941/42, 1958/59, 1959/60, 1964/65, 1978/79, 1982/83, 1989/90, 1994/95, 2014/15, 2015/16, 2016/17, 2017/18, 2020/21, 2023/24
- Italský superpohár (9×)

1995, 1997, 2002, 2003, 2012, 2013, 2015, 2018, 2020

### Vyhrané mezinárodní soutěže
- Liga mistrů (2×)

1984/85, 1995/96
- Evropská liga (3×)

1976/77, 1989/90, 1992/93
- Pohár PVP (1×)

1983/84
- Interkontinentální pohár (2×)

1985, 1996
- Evropský superpohár (2×)

1984, 1996
- Pohár Intertoto (1×)

1999

#### Medailové umístění
| Medaile umístění         | Sezona |
| ------------------------ | --- |
| Serie A                  | 1905, 1925/26, 1930/31, 1931/32, 1932/33, 1933/34, 1934/35, 1949/50, 1951/52, 1957/58, 1959/60, 1960/61, 1966/67, 1971/72, 1972/73, 1974/75, 1976/77, 1977/78, 1980/81, 1981/82, 1983/84, 1985/86, 1994/95, 1996/97, 1997/98, 2001/02, 2002/03, 2011/12, 2012/13, 2013/14, 2014/15, 2015/16, 2016/17, 2017/18, 2018/19, 2019/20 |
| Serie A                  | 1903, 1904, 1906, 1937/38, 1945/46, 1946/47, 1947/48, 1952/53, 1953/54, 1962/63, 1973/74, 1975/76, 1979/80, 1982/83, 1986/87, 1991/92, 1993/94, 1995/96, 1999/00, 2000/01, 2008/09 |
| Serie A                  | 1909/10, 1926/27, 1927/28, 1929/30, 1939/40, 1942/43, 1950/51, 1967/68, 1969/70, 1978/79, 2003/04, 2007/08, 2023/24 |
| Italský pohár            | 1937/38, 1941/42, 1958/59, 1959/60, 1964/65, 1978/79, 1982/83, 1989/90, 1994/95, 2014/15, 2015/16, 2016/17, 2017/18, 2020/21, , 2023/24 |
| Italský pohár            | 1972/73, 1991/92, 2001/02, 2003/04, 2011/12, 2019/20, 2021/22 |
| Italský superpohár       | 1995, 1997, 2002, 2003, 2012, 2013, 2015, 2018, 2019 |
| Italský superpohár       | 1990, 1998, 2005, 2014, 2016, 2017, 2020, 2021 |
| Liga mistrů UEFA         | 1985/85, 1995/96 |
| Liga mistrů UEFA         | 1972/73, 1982/83, 1996/97, 1997/98, 2002/03, 2014/15, 2016/17 |
| Evropská liga            | 1976/77, 1989/90, 1992/93 |
| Evropská liga            | 1994/95 |
| Evropský superpohár      | 1984, 1996 |
| Interkontinentální pohár | 1985, 1996 |
| Interkontinentální pohár | 1973 |
| Veletržní pohár          | 1964/65, 1970/71 |

## Soupiska
Aktuální k 3. 2. 2025
| Číslo |             | Pozice | Hráč                       |
| ----- | ----------- | ------ | -------------------------- |
| 1     | Itálie      | B      | Mattia Perin               |
| 2     | Portugalsko | O      | Alberto Costa              |
| 3     | Brazílie    | O      | Gleison Bremer             |
| 4     | Itálie      | O      | Federico Gatti             |
| 5     | Itálie      | O      | Manuel Locatelli (kapitán) |
| 6     | Anglie      | O      | Lloyd Kelly                |
| 7     | Portugalsko | Ú      | Francisco Conceição        |
| 8     | Nizozemsko  | Z      | Teun Koopmeiners           |
| 9     | Srbsko      | Ú      | Dušan Vlahović             |
| 10    | Turecko     | Ú      | Kenan Yıldız               |
| 11    | Argentina   | Ú      | Nicolás González           |
| 12    | Portugalsko | O      | Renato Veiga               |
| 14    | Polsko      | Ú      | Arkadiusz Milik            |
| 15    | Francie     | O      | Pierre Kalulu              |

| Číslo |            | Pozice | Hráč                |
| ----- | ---------- | ------ | ------------------- |
| 16    | USA        | Z      | Weston McKennie     |
| 17    | Černá Hora | Z      | Vasilije Adžić      |
| 19    | Francie    | Z      | Khéphren Thuram     |
| 20    | Francie    | Ú      | Randal Kolo Muani   |
| 22    | USA        | Z      | Timothy Weah        |
| 23    | Itálie     | B      | Carlo Pinsoglio     |
| 26    | Brazílie   | Z      | Douglas Luiz        |
| 27    | Itálie     | O      | Andrea Cambiaso     |
| 29    | Itálie     | B      | Michele Di Gregorio |
| 32    | Kolumbie   | O      | Juan David Cabal    |
| 37    | Itálie     | O      | Nicolò Savona       |
| 40    | Švédsko    | O      | Jonas Rouhi         |
| 51    | Belgie     | Ú      | Samuel Mbangula     |

## Historie

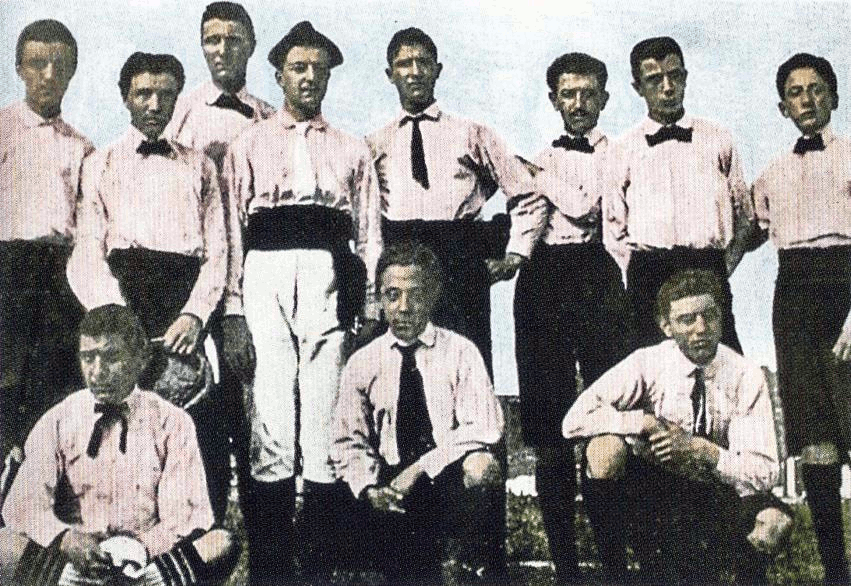
Historicky první tým Juventusu, sestavený v roce 1898

Juventus byl založen roku 1897 jako Sport Club Juventus žáky věhlasného Turínského lycea Massimo d'Azeglio, ale o dva roky později byl přejmenován na Foot-Ball Club Juventus. První významnou soutěží, které se klub zúčastnil bylo Italské fotbalové mistrovství 1900, kde nepostoupil do závěrečných kol. V této době nosili hráči Juve růžovo-černé dresy (k této tradici se klub vrací v dnešní době, kdy používá tyto barvy pro venkovní dresy). Svůj historicky první titul získal v roce 1905, kdy už v bílo-černých dresech, inspirovaných anglickým klubem Notts County FC, ovládl Prima Categoria. V roce 1906 došlo k odloučení části klubu a o snahu přesunou klub z Turína. Jako protest proti tomuto byl částí hráčského kádru založen klub Torino FC, který patří mezi největší rivaly Juve a celkem 7× zvítězil v Serii A. Souboj těchto klubů se nazývá Derby della Mole. Tato nepříliš známá část historie klubu byla úspěšně zapomenuta po první světové válce, kdy byl klub úspěšně přebudován.

### Ligová dominance
Počátek nové éry klubu se datuje k roku 1923, kdy kontrolu nad vlastnictví Juventusu přebral průmyslník Edoardo Agnelli, vlastník továrny FIAT, který zahájil stavbu nového stadionu. Tím velmi pomohl klubu k zisku 2. titulu v sezoně 1925/26, kdy v "Národním finále" porazil 12–1 tým SS Alba Roma. Ve 30. letech se Juventus propracoval na přední pozici mezi italskými kluby, když jako první přešel do profesionální sféry a měl organizovanou fanouškovskou podporu. Tyto kroky vyvrcholily v 5 titulů v řadě (1930–1935), což se nikomu před tím nepovedlo. Hráči Juve se stali základním stavebním kamenem pro tým manažera Vittoria Pozza, který s Italskou reprezentací vyhrál Mistrovství světa ve fotbale 1934 a 1938. Do jeho výběrů se vešli například Raimundo Orsi, Luigi Bertolini, Giovanni Ferrari, Luis Monti a mnozí další hráči Juventusu. V polovině 30. let se Juventus stěhoval na Stadio Olimpico di Torino a jeho ligová dominance se náhle vytratila a dalšího titulu se dočkal až v roce 1950.

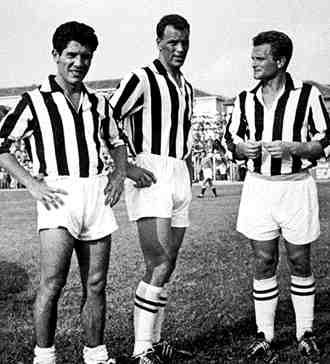
Sívori, Charles a Boniperti

Po druhé světové válce se stal prezidentem klubu Gianni Agnelli a klub pod jeho vedením zvolna začal získávat zpět svůj ztracený lesk. Jeho důležitým činem bylo angažování anglického trenéra Jesse Carvera, který během krátkého angažmá přinesl do klubové pokladny další dva tituly.
Ke konci 50. let se do kádru více prosazovali cizinci. Za všechny jmenujme waleského střelce Johna Charlese či hráče argentinského původu Omara Sívoriho. První jmenovaný vstřelil za Juve 93 branek, ten druhý pak úctyhodných 134. Když do kádru přidáme ještě Giampiera Bonipertiho se 178 góly, dostaneme mozaiku, která přinesla v sezoně 1957/58 jubilejní 10. titul a tím i první zlatou hvězdu umístěnou nad logem teamu. Během následujících 3 sezon zvítězil Juventus v lize ještě 2×, a to nezůstalo bez odezvy ani v rámci individuálních ocenění. Omar Sívori byl pro rok 1961 zvolen fotbalistou roku podle magazínu France Football a jako první z bíločerného dresu získal Zlatý míč.
V sezoně 1959/60 se díky vítězství ve finále Coppa Italia proti ACF Fiorentina poprvé získat domácí double, čili vítězství ve zmiňovaném poháru i v Serii A. V roce 1961 také ukončil kariéru Giampiera Bonipertiho, a to jako nejlepší střelec historie klubu se 182 góly. Tento primát dokázal udržet dlouhých 45 let. Jeho fotbalový konec znamenal opět ústup klubu z výsluní a během následujících 10 let si připsal jen jeden ligový titul (v sezoně 1966/67).
Nicméně vše se změnilo s příchodem 70. let. Do kádru přišli skvělí hráči jako Čech Čestmír Vycpálek, Roberto Bettega, Franco Causio či José Altafini. S nimi ovládl Juventus nejen italský, ale i celoevropský fotbal. V letech 1972 a 1973 získal domácí titul (celkově už 15.) a v sezoně 1972/73 se poprvé probojoval do finále Poháru mistrů evropských zemí, kde těsně podlehl AFC Ajax. Do týmu přišel obránce Gaetano Scirea, ale v roce 1976 především skvělý trenér Giovanni Trapattoni, díky kterému se bianconerri posunuli mezi absolutní evropskou elitu. Pod jeho vedením přibyli v letech 1977 a 1978 další dva tituly, v sezoně 1976/77 získal tým i první evropskou trofej, a to Pohár UEFA, když ve finále porazil 1—0 Athletic Bilbao. Ale ty největší úspěchy na klub teprve čekaly.

## Korupční aféra v roce 2006
Dne 14. července 2006 vynesl italský fotbalový disciplinární tribunál ortel odsuzující Juventus za účast v korupční aféře k sestupu do Serie B, klub navíc přišel o tituly z předchozích dvou let (2004/05 a 2005/06) a nesměl startovat v ročníku Ligy mistrů 2006/07. Odvolací tribunál později snížil bodový odečet v sezóně 2006/07 z původních 30 na 17 a později na pouhých 9 bodů, Juventus se stal vítězem Serie B a tři kola před koncem soutěže si zajistil návrat do Serie A.

## Účast v ligách
| Úroveň soutěže | Název soutěže (nynější název) | První hraná sezona | Poslední hraná sezona | celkem odehraných sezon |
| -------------- | ----------------------------- | ------------------ | --------------------- | ----------------------- |
| 1              | Serie A                       | 1901               | 2025/26               | 113                     |
| 2              | Serie B                       | 2006/07            | 2006/07               | 1                       |

Historická tabulka Serie A od sezony 1929/30 do 2023/24.
| Celkové místo | Odehraných sezon | Celkem bodů | Celkem zápasů | Celkem výher | Celkem remíz | Celkem proher | Celkové skore |
| ------------- | ---------------- | ----------- | ------------- | ------------ | ------------ | ------------- | ------------- |
| 1             | 92               | 4935        | 3114          | 1711         | 846          | 557           | 5415:2938     |

## Trenéři
K sezoně 2022/2023 vedlo celkem 44 trenérů. Prvním trenérem Bianconeri se stal Maďarský Jenő Károly, kterého si v roce 1923 vybral tehdejší prezident Edoardo Agnelli, aby zavedl do hry týmu taktické a strategické inovace. Klub trénoval 70 zápasů až do své smrti v roce 1926.
Giovanni Trapattoni se stále může pochlubit jako nejdelším sloužícím trenérem v historii, když byl na lavičce 13 sezón a to 1976–1977 do 1985–1986 a poté od 1991–1992 do 1993–1994. Počet po sobě jdoucích let i součet je rekordní pro italské klubové trenéry, ale Giovanni Trapattoni se může pochlubit také celkovým rekordem v počtu utkání (596) a trofejí získaných s klubem (14, rekord mezi italskými trenéry).
Za zmínku také stojí Massimiliano Allegri, trenér který jako jediný v historii italského fotbalu vyhrál 5 po sobě jdoucích mistrovských titulů na lavičce, a také Carlo Carcano, který vyhrál 4 tituly v řadě.

## Fotbalisté
Za více než 120 let se za tuto dobu vystřídalo více než 700 fotbalistů ze 38 různých zemí světa. Mezi pozoruhodné italské hráče, kteří hráli za Bianconeri patří Carlo Bigatto, který byl první hráčský symbol klubu, Giampiero Boniperti, uznávaný jako nejreprezentativnější fotbalista v historii klubu, Carlo Parola autor nejslavnějšího italského gólu nad hlavou. Také Dino Zoff, Paolo Rossi, Gaetano Scirea, Sergio Brio, Antonio Cabrini a Stefano Tacconi, který patří mezi pěti fotbalistů, kteří vyhráli všechny evropské poháry i Superpohár UEFA a Interkontinentální pohár. A také zde poslední ikony italského fotbalu: Roberto Baggio, Alessandro Del Piero a Gianluigi Buffon.
Mezi zahraniční hráče, kteří hájili barvy Bianconeri,  vynikal především Argentinec Omar Sívori, který se stal prvním vítězem ankety Zlatý míč v roce 1961. Také zde hrál Velšan John Charles, který společně se Sívorim a Bonipertim tvořil jeden z nejplodnější útočnou trojku v historii klubu. V 60 letech zde hrál Němec Helmut Haller, v 80 letech hrál v záloze Francouz Michel Platini, který vyhrál třikrát po sobě Zlatý míč. V 90 letech jej vystřídal Zinédine Zidane, vítěz v roce 1998 a také Čech Pavel Nedvěd, vítěz v roce 2003. Nejlepším zahraničním střelcem je Francouz David Trezeguet se 171 brankami. 

### Kapitáni
Níže je uveden seznam 25 fotbalistů kteří nosili kapitánskou pásku od začátku sezony. Nejsou zde uvedeni hráči, kteří ji nosili jako zástupci kapitána.